# Жарбутак (приток Джарлы)
Жарбутак — река в Оренбургской области России и Костанайской области Казахстана. Устье реки находится в 80 км по левому берегу реки Джарлы. Длина реки составляет 18 км. В среднем и нижнем течении по реке проходит граница России и Казахстана.

## Данные водного реестра
По данным государственного водного реестра России относится к Уральскому бассейновому округу, водохозяйственный участок реки — Урал от Ириклинского гидроузла до города Орск. Речной бассейн реки — Урал (российская часть бассейна).
Код объекта в государственном водном реестре — 12010000412112200003086.